# Séismes de 2012 au Yunnan
Les séismes de 2012 au Yunnan désignent une série de séismes survenue le 7 septembre 2012 à Yiliang, Zhaotong, dans la province chinoise de Yunnan. Les deux séismes sont survenus à 11 h 19 et 12 h 16 heures locales (3 h 19 et 4 h 16 UTC). 81 morts et 821 blessés ont été recensés. D'après les autorités locales, 100 000 personnes ont été évacuées et plus de 20 000 logements ont été endommagés,,.

## Séismes
Deux séismes ont été dénombrés tous les deux d'une magnitude dépassant 5 sur l'échelle de Richter. 60 répliques ont été comptées après le passage des deux séismes. Hormis Yunnan et Guizhou, les secousses pouvaient être ressenties jusqu'à Sichuan et Chongqing
| Date             | Heure (UTC) | Magnitude | Latitude | Longitude | Profondeur |
| ---------------- | ----------- | --------- | -------- | --------- | ---------- |
| 7 septembre 2012 | 3 h 19      | 5,6       | 27.532°N | 103.960°E | 15,1 km    |
| 7 septembre 2012 | 4 h 16      | 5,3       | 27.582°N | 103.990°E | 9,8 km     |

## Impact
À la suite des fortes secousses, plusieurs routes dans la ville de Luozehe (洛泽河) ont été barrées dans la province de Yunnan et les réseaux de communications ont été coupés. Les régions affectées étaient principalement montagneuses et également peuplées.
81 personnes ont été tuées, plus de 800 ont été blessés et plus de 6 600 logements ont été endommagés. Dans la province voisine de Guizhou, des dégâts considérables dans les logements ont été rapportés dans le comté de Weining et d'Hezkang. 30 265 logements ont été privés d'électricité ; seuls 28 158 logements ont vu l'électricité rétablie durant la mi-journée du 9 septembre 2012. Les pertes économiques ont été estimées à plus de 3,5 milliards de yuan (552 millions de dollars). À Zhaotong, 96 autoroutes ont dû être fermées.

## Réactions
En conséquence de ces séismes, la Croix Rouge chinoise a envoyé des couvertures, du riz et des tentes notamment. Des médecins de la province de Sichuan et des ambulances ont été déployés dans le Yunnan.